# Jürgen Habermas
Jürgen Habermas (Düsseldorf, 18 juni 1929) is een Duits filosoof en socioloog. Hij wordt gezien als een van de meest vooraanstaande hedendaagse filosofen en als een van de belangrijkste vertegenwoordigers van de (tweede) Frankfurter Schule.
Zijn bijdragen zijn vooral gericht op de ethiek, de politieke filosofie en de taalfilosofie, alhoewel hij zich ook heeft uitgelaten over onderwerpen als esthetiek, godsdienstfilosofie en wetenschapsfilosofie. Hij verkreeg nationale bekendheid door zijn theorie over de publieke sfeer (openbaarheid). Deze theorie beschreef hij in zijn boek Strukturwandel der Öffentlichkeit (1962). Als zijn magnum opus geldt echter Theorie des kommunikativen Handelns (1981) waarin hij stelt dat er naast de traditionele instrumentele rationaliteit ook nog een communicatieve rationaliteit bestaat. Verder heeft hij ook nog een eigen vorm van ethiek ontwikkeld, namelijk de discoursethiek, die op inzichten van zijn vroegere werk verder bouwt. In Faktizität und Geltung (1992) paste hij zijn theorie dan weer toe op de rechtsfilosofie.

## Levensloop
Habermas groeit op in Gummersbach, een kleine plaats vlak bij Keulen. Zijn ouders waren geen nazi-aanhangers, maar als voorzitter van de Kamer van Koophandel koos zijn vader voor de rol van meeloper om zijn maatschappelijke positie niet te verliezen. Toen Adolf Hitler aan de macht kwam op 31 januari 1933 was Habermas drie jaar. In de laatste maanden van de Tweede Wereldoorlog werd hij naar het westelijk front gestuurd. Net als veel andere Duitse jongens van die tijd werd hij lid van de Hitlerjugend. Na de oorlog, Habermas was toen 15 jaar, kwam hij erachter wat zich daadwerkelijk tijdens het naziregime had afgespeeld. De verslagen van oorlogsprocessen en de beelden van de concentratiekampen stonden in schril contrast met hetgeen het Duitse volk door de nazi's was voorgehouden en het kleinburgerlijk-nette van zijn omgeving. Daardoor verloor hij het vertrouwen in de mens. Door de democratisering na de oorlog en het Duitse Wirtschaftswunder herstelde zijn vertrouwen in de mensheid weer enigszins. Habermas kwam tot de conclusie dat de wereld en de mens krom in elkaar zitten: in staat tot al het goede en al het slechte. Habermas noemt het jaar 1945 als het jaar waarin hij eigenlijk geboren is.
Habermas studeerde Duitse letterkunde, economie, filosofie, geschiedenis en psychologie aan de universiteiten van Göttingen, Zürich en Bonn. Aan die laatste universiteit promoveerde hij. Later sloot hij zich aan bij de Frankfurter Schule, met denkers als Max Horkheimer en Theodor Adorno, van wie hij later ook de assistent zou worden. Het is bekend dat Horkheimer en Habermas op gespannen voet stonden, en dat Habermas hierdoor zijn habilitatie Strukturwandel der Öffentlichkeit (1962) in Marburg moest afleggen.
Over zijn persoonlijke leven geeft hij niet veel prijs. Wel is het feit bekend dat Habermas met een hazenlip geboren is; dit was van invloed op zijn ontwikkeling. Als kind kon hij zich moeilijk verstaanbaar maken waardoor hij doordrongen raakte van hoe belangrijk het sociale leven voor een mens is. Nog dieper trof hem de fundamentele rol van de taal als communicatiemiddel. Het zette hem aan het denken over emancipatie van zwakkere groepen.
In 2005 won Habermas de Holbergprijs. Hij was de initiatiefnemer van de Historikerstreit, een debat in Duitsland over de plaats in het geschiedbeeld van het antisemitische nationaalsocialisme in het twintigste-eeuwse Duitsland. In 2013 werd aan Habermas de Erasmusprijs toegekend.

## Habermas’ gedachtegoed
Het denken van Habermas begeeft zich op het gebied tussen filosofie en sociologie in de vorm van geëngageerde maatschappijkritiek. Doordat hij zich voortdurend in het publieke debat mengt, maakte dit hem tot een invloedrijk filosoof en gezaghebbend intellectueel in het naoorlogse Duitsland. Hij stelt actuele vragen die gaan over de toekomst van de Europese Unie en de relevantie van een wereldregering, over de rol van religie in een seculiere samenleving, over de mogelijkheid en wenselijkheid van een multicultureel recht. Thema's als politieke filosofie, taaltheorie, vragen rond de ideale vorm van menselijke communicatie komen in Habermas denkwereld voortdurend in nauw verband degelijk gestructureerd terug.
Het filosofisch werk van Habermas kan het best in drie perioden samen worden gevat, waarvan de laatste wellicht de meest belangrijke is. In de eerste periode was zijn werk Heideggeriaans georiënteerd. In zijn proefschrift uit 1954 over Das Absolute und die Geschichte: Von der Zweispältigkeit in Schellings Denken staat dat we de dingen niet meer moeten willen beheersen met techniek, maar moeten vernemen en de dingen laten gaan.
Zodra Habermas als assistent van Adorno ging werken in het Institut für Sozialforschung in Frankfurt stond hij voornamelijk een op Karl Marx geënte praktische filosofie voor, omdat theoretische interpretaties niet tot veranderingen leiden die maatschappelijk relevant zijn. Dit werkte hij uit in een bundel sociaal-filosofische studies die in 1963 verscheen onder de naam Theorie und Praxis.
Eind jaren zestig werd Habermas in één klap wereldberoemd met zijn Technik und Wissenschaft als ‘Ideologie’ (1968). In dit werk staan de verhoudingen tussen systeem en leefwereld centraal. In een kritiek op Karl Marx, die de kapitalistische maatschappij in haar totaliteit beschouwde, maakte Habermas onderscheid tussen enerzijds een politiek-economisch systeem en anderzijds een op communicatie gerichte leefwereld. Habermas begon in deze periode met zijn onderzoek naar de grondslagen van de kritische maatschappijwetenschappen. Verschillende wetenschappen hebben verschillende kennisbelangen, zo stelde hij.

### Situering

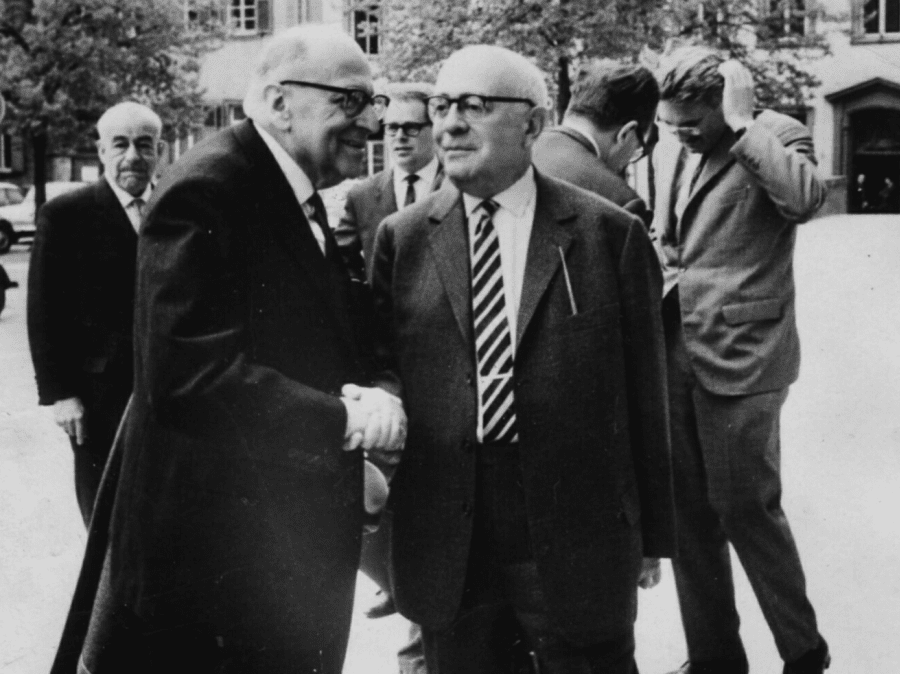
Jürgen Habermas vanachter rechts, vooraan staan Max Horkheimer en Theodor Adorno.

In de filosofische traditie is Habermas niet los te denken van de Frankfurter Schule of ook wel de kritische theorie waarvan Habermas de tweede generatie vormt. In de beginperiode was hij dientengevolge ook gevoelig voor de invloeden die de eerste generatie, vertegenwoordigd door Theodor Adorno en Max Horkheimer, heeft ondergaan van onder anderen Georg Lukács en Karl Marx en later Herbert Marcuse. De eerste generatie kritiseerde de dialectiek van Hegel en keerde die zelfs om, maar hield er nog wel aan vast. Als joodse denkers wilden zij de gruwelen van het nationaalsocialisme doordenken. Dit is niet mogelijk met de dialectiek van Hegel, waarin “Das Ganze das Wahre” is. Sommige filosofen verwierpen Hegel en het collectieve denken omdat hiermee het naziregime te legitimeren zou zijn. Door omkering van Hegels dialectiek maakt het algemene plaats voor het bijzondere, een maatschappelijk proces dat zich in de loop van de twintigste eeuw voltrokken heeft, in aansluiting op de filosofische vernieuwingen die eraan voorafgingen. Alle wilsfilosofen, zoals Charles Darwin, Søren Kierkegaard, Friedrich Nietzsche en Arthur Schopenhauer zijn vertegenwoordigers van deze filosofische omslag in het denken van collectief naar individueel. Dit proces van individualisering heeft vervolgens een groot deel van de twintigste eeuw nodig om in maatschappelijke processen door te dringen.
Habermas vernieuwde dit emancipatoire gedachtegoed, bekritiseerde het en vormde het om, in aansluiting op de actualiteit. Vanaf de jaren 1960 vond hij steeds meer zijn eigen karakteristieke filosofische houding, waarbij de beginperiode wel voorwaarde is, maar waaruit zijn eigen filosofie niet af te leiden is. De condities waaronder een nieuwe filosofie ontstaat, bepalen niet dwingend het resultaat; zo is de latere Habermas niet af te leiden uit zijn vroegere Heideggeriaanse en Marxistische fasen. Hij wilde talloze ideeën en filosofen verenigen, onder wie Sigmund Freud, het idealisme van Hegel, de ordinary language philosophy van John Austin en Ludwig Wittgenstein en het pragmatisme van onder anderen Peirce. Habermas doorbrak in zijn werk bepaalde klassieke grenzen binnen de filosofie en overbrugde zo in zekere zin de breuk tussen de continentale filosofie met auteurs als Jacques Derrida, Michel Foucault en Hans-Georg Gadamer, en de analytische filosofie met auteurs als Robert Brandom, Hilary Putnam en John Rawls.

### Publieke sfeer
Habermas verwierf vroege bekendheid voor zijn theorie over de publieke sfeer en openbaarheid. Deze theorie houdt in dat er voor een optimale publieke sfeer een ruimte moet zijn waarbinnen rationele discussies kunnen worden gevoerd, vrij van dwingende machten. Volgens Habermas was hiervan sprake in de bourgeoismaatschappij van de achttiende eeuw. In deze periode werd er immers druk gediscussieerd over allerlei literaire en kunstzinnige onderwerpen, maar al snel ook over politieke en sociale zaken binnen de verschillende koffiehuizen en filosofische salons. Onder de leden van deze bijeenkomsten heerste een gevoel van gelijkheid en gold enkel de kracht van het argument.
In de laatste eeuwen voltrekt zich echter een proces waarin deze kostbare publieke sfeer langzamerhand verloren gaat. Zo volgde Habermas Ferdinand Tönnies die in de negentiende eeuw al een overgang van Gemeinschaft naar Gesellschaft, gemeenschap naar maatschappij zag opkomen, waarbinnen het publieke debat steeds meer onder druk kwam. Sterker nog kwam deze openbaarheid in het gedrang door het opkomende kapitalisme en de daarbijhorende concurrentiedrang en nadruk op het eigenbelang. Vandaag de dag is dus mede door de komst van de massamedia en de vervagende grenzen tussen privé en staat, een publieke sfeer overgebleven die in niets lijkt op de volgens Habermas optimale situatie.
Andere kernpunten van zijn werk zijn de analytische benadering van de ontwikkelde kapitalistische maatschappij, democratie, politiek en de ratio. Verder gaat Habermas in dit werk op zoek naar een manier hoe deze kritische functie van de openbaarheid weer hersteld kan worden. Vereisten voor een goede publieke sfeer zijn voor Habermas onder andere het vooropstaan van het gemeenschappelijk belang, en het ontbreken van elke soort dwang buiten dat van het goede argument.

### Theorie van het communicatieve handelen
In het begin van de jaren 1970, toen men in de filosofie kon spreken van de linguïstische wending, deed deze verschuiving zich ook voor in het werk van Habermas. De grootste invloed ging uit van de taalfilosofie van John Austin en John Searle, maar anderzijds ook van Noam Chomskys generatieve taalkunde. Andere invloeden waren ook de hermeneutiek van Hans-Georg Gadamer en het pragmatisme van Peirce. Op basis hiervan ontwikkelde Habermas zijn universele pragmatiek (Universalpragmatik) en zijn consensustheorie van de waarheid.
Deze inzichten mondden in de jaren 1980 uit in zijn magnum opus Theorie des kommunikativen Handelns (1981), bijgenaamd het blauwe monster vanwege de kleur van de kaft en de taaie 1150 bladzijden tellende inhoud. In dit tweedelige werk ontwikkelt Habermas:
- een theorie over de dubbele rationalisering van de moderne samenleving
- een maatstaf voor maatschappijkritiek
- een kritische diagnose van deze moderne samenleving

Dubbele rationaliteit

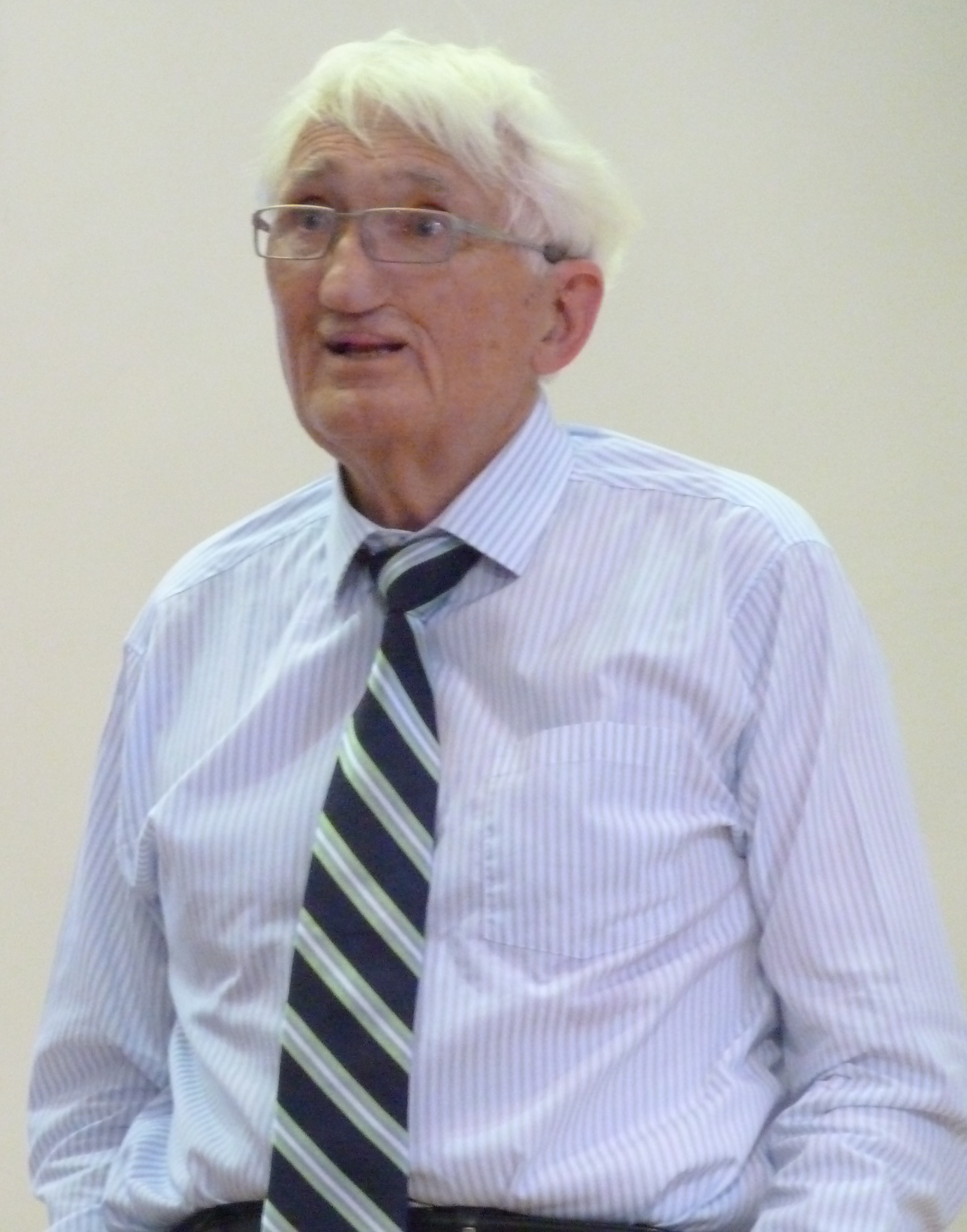
Jürgen Habermas tijdens een lezing aan de Humboldtuniversiteit in 2011

Aanvankelijk stond de Frankfurter Schule en hun kritische theorie negatief tegenover het traditionele idee van een rationaliteit die de maatschappij op een goede manier kan inrichten, zoals men dat nog in de periode van de verlichting dacht. Een klassiek werk binnen de Frankfurter Schule is dan ook de Dialektik der Aufklärung (1947) van Max Horkheimer en Theodor Adorno. In dit werk stelden beiden dat het klassieke project van de verlichting heeft gefaald en dat de rationaliteit en haar idealen in haar tegengestelde zijn omgeslagen: in fenomenen als de Holocaust toont het Westen zijn ware gelaat, namelijk dat van irrationaliteit en onderdrukking.
Habermas is het met deze thesis niet eens. Volgens Habermas zijn er immers in de moderne samenleving twee vormen van rationaliteit aan het werk. Ten eerste de doel-middelrationaliteit, een van de ideaaltypes van rationaliteit van Weber. Deze is overwegend werkzaam in wat Habermas het systeem noemt. Ten tweede is er echter ook nog een communicatieve rationaliteit die het bindende mechanisme is in de leefwereld. De fout die Horkheimer en Adorno maakten, was dat ze dachten dat rationaliteit enkel uit doelrationeel handelen bestaat; dit foute idee is te herleiden tot Aristoteles, die rationaliteit al gelijkstelde met praktische kennis over hoe met middelen om te gaan. Habermas betoogt echter dat hiernaast ook nog een andere vorm van rationaliteit bestaat, namelijk een die voortkomt uit de eigenheid van de communicatie zelf. Verder bouwend op de ideeën van Austin en Searle en hun taalhandelingtheorie, stelt Habermas dat achter elke discussie en elk gesprek meer schuilt dan louter woorden. Wanneer mensen in gesprek met elkaar treden, doen ze immers meer dan de ander louter als middel of instrument te gebruiken, maar veronderstellen ze dat ze te maken hebben met rationele personen. Zo stelt Habermas dat bij elk gesprek er drie geldigheidsaanspraken worden gedaan:
1. waarheid: men veronderstelt dat de gesprekspartner de waarheid spreekt
2. normativiteit: men veronderstelt dat de gesprekspartner gerechtigd is om de uitspraken te doen die hij doet
3. waarachtigheid: men veronderstelt dat de gesprekspartner meent wat hij zegt en de discussie serieus neemt

Maatstaf voor maatschappijkritiek
De eigenheid van communicatie is echter niet enkel dat men deze veronderstellingen en geldigheidsaanspraken maakt, maar dat men deze ook rationeel ter discussie kan stellen. Deze claims moeten kunnen worden bediscussieerd in een proces waarin rationele argumenten worden uitgewisseld en uiteindelijk de kracht van het betere argument tot zijn recht komt. Eenieder die dus een uitspraak maakt waarin hij betoogt de waarheid te spreken (bv. "het regent buiten") maakt deze eerder vernoemde geldigheidsaanspraken die op hun beurt ter discussie gesteld kunnen worden. Zo kan men vragen naar een rechtvaardiging betreffend waarheid ("is het zo dat het regent?"), de normatieve rechtvaardiging ("hoe kan jij weten dat het regent?") en de waarachtigheid van die uitspraak ("zeg je het niet enkel opdat je niet naar buiten hoeft?"). Hierop kan dan de gesprekspartner reageren en zo komt men in een rationele discussie.
Voor Habermas zijn er echter nog andere voorwaarden om tot een echte rationele discussie te komen. De bekendste voorwaarde is wellicht die van de machtsvrije communicatie (Herrschaftsfreie Kommunikation) die stelt dat geen enkele deelnemer een overheersende rol mag spelen in de discussie, gebaseerd op iets anders dan de macht van het betere argument. Verdere voorwaarden zijn ook dat alle gesprekspartners argumenten en problemen kunnen aandragen, ze niet op voorhand worden uitgesloten van de discussie en ze ook werkelijk een discussie willen voeren. Dit lijken op zich redelijk ideale voorwaarden, die echter nooit in praktijk gerealiseerd kunnen worden. Habermas erkent dit, maar stelt dat deze vooronderstellingen desondanks toch door de gesprekspartners worden verondersteld bij elke discussie. Zodra uitkomt dat deze voorwaarden worden geschonden, zullen de gesprekspartners zich inderdaad teleurgesteld uit het gesprek terugtrekken.
Habermas stelt daarnaast ook voor dat deze nieuwe soort rationaliteit, deze communicatieve rationaliteit, de basis kan vormen voor traditionele waarden die in de moderniteit ter discussie werden gesteld. Gegevens als waarheid en normatieve geldigheid kunnen volgens Habermas gebaseerd worden op deze communicatieve rationaliteit. Waarheid is volgens Habermas een product van een rationele consensus, die op zijn beurt het gevolg is van een rationele discussie onderhevig aan de eerder vernoemde vereisten. Daarnaast is dit ook voor de ethiek geldig en werkt Habermas een discoursethiek uit: net als waarheid, is een morele norm gebaseerd op een rationele consensus tussen alle betrokken partijen.
Kritische diagnose
Met deze nieuwe inzichten in het achterhoofd stelt Habermas een nieuwe kritische maatschappijdiagnose voor. Belangrijk is het onderscheid tussen systeem en leefwereld. De term systeem haalt Habermas uit de sociologie, namelijk vanuit de sociaal systeemtheorie ontwikkeld door Niklas Luhmann en Talcott Parsons. Voorbeelden van een systeem zijn het economisch systeem en de staatsbureaucratie. Binnen een systeem is vooral het doelrationeel handelen dominant, en is de rol van de communicatieve rationaliteit eerder marginaal.
Binnen de leefwereld daarentegen, dat begrepen moet worden als de gehele verzameling van culturele ideeën die constant op de achtergrond meespelen, is vooral communicatieve rationaliteit toonaangevend. De term leefwereld (Lebenswelt) haalt Habermas uit de fenomenologie van Edmund Husserl en Alfred Schütz, maar hij is daarbij ook beïnvloed door George Herbert Mead. Het is Habermas' these dat de leefwereld het meest wezenlijk is en de doorbraak van het systeem mogelijk heeft gemaakt. Op dit punt in de moderniteit hebben we volgens Habermas echter door toenemende differentiatie en complexiteit het kritische punt bereikt waarop het systeem zich losmaakt uit zijn bedding in de leefwereld en haar zelfs begint de domineren. Het gevolg is dat zich pathologieën voordoen in de maatschappij. De crisis van de moderne maatschappij is dus, volgens Habermas, dat het economisch en administratief systeem langzamerhand ook de leefwereld infiltreren. Habermas spreekt dan ook over de kolonisering van de leefwereld door deze systemen.
De oplossing ligt dan ook volgens Habermas in het gebruik van het nog onaangeroerd potentieel binnen de communicatieve rationaliteit, zoals die bijvoorbeeld terug te vinden is binnen universiteiten en de publieke sfeer. Het project van de moderniteit en de verlichting is dus geen verloren project, maar heeft slechts behoefte aan heroriëntatie.
Met de begrippen leefwereld en systeem en hun wisselwerking droeg Habermas bij aan de synthese tussen structure en agency, de discussie over welke van de twee bepalend is voor het menselijk handelen.

### Discoursethiek

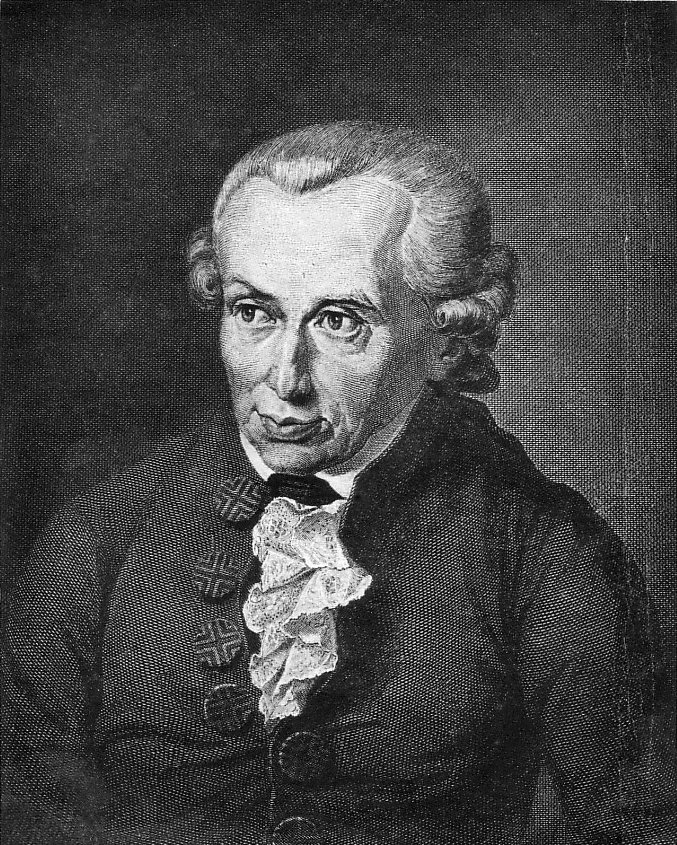
De ethiek van Habermas is sterk geïnspireerd op die van de filosoof Immanuel Kant.

Op basis van zijn eerdere inzichten en zijn opvattingen over de universele pragmatiek, ontwikkelde Habermas in de jaren 1980 in dialoog met Karl-Otto Apel zijn eigen versie van de discoursethiek. Hierbinnen plaatste Habermas zich expliciet in de traditie van de kantiaanse ethiek, met de nadruk op deontologische plichten, maar verrijkt deze met zijn communicatieftheoretische inzichten om zo de kantiaanse ethiek van zijn metafysica te ontdoen. De kenmerken bij uitstek van zijn ethiek zijn volgens hemzelf zijn deontologische inslag, zijn cognitivistische inhoud en de sterke nadruk op het formele en universele karakter ervan.
Dat de ethiek cognitivistisch is, wat wil zeggen dat morele uitspraken een cognitieve inhoud hebben en niet louter uitdrukkingen van gevoelens zijn, blijkt uit de wijze waarop over ethiek gesproken wordt en hoe ermee wordt omgegaan. Zo hebben morele normen volgens Habermas ten eerste een karakter dat sterk analoog is met gewone feitelijke uitspraken. Zo kan de normatieve geldigheid van normen immers gefundeerd worden aan de hand van rationele argumenten. Het verschil is echter gelegen in het feit dat normatieve uitspraken geen echte relatie tot de wereld hebben – zij spreekt niet over wat bestaat – maar over hoe men moet handelen. Op deze wijze blijven het slechts analoge gevallen en zijn ze niet tot elkaar te herleiden.
Ze is deontologisch in de zin dat ze net als Kant onderscheid maakt tussen het goede leven en de vraag naar het morele goede handelen. De discoursethiek van Habermas richt zich enkel op de morele regels voor het correcte handelen en laat de vraag naar de inhoud van het goede leven dan ook buiten beschouwing. Het gaat dus voor Habermas over wat rechtvaardig en moreel juist is, meer dan over hoe de mens het perfect gelukkig en deugdzaam leven kan leiden. Op analoge wijze maakt hij ook een onderscheid tussen moraal en ethiek: ethische vragen blijven steeds op het niveau van het particuliere contextgebonden wereldbeeld en ontbreekt het aan elke universele geldigheid, terwijl morele vragen deze claim van universaliteit wel maken. Hij schrijft:
Wir machen von der praktischen Vernunft einen moralischen Gebrauch, wenn wir fragen, was gleichermaßen gut ist für jeden; einen ethischen Gebrauch, wenn wir fragen, was jeweils gut ist für mich oder für uns.
In feite, en Habermas erkent het ook zelf, is de term discoursethiek een slecht gekozen term, want het gaat volgens Habermas niet om de ethiek, maar om de moraal. Beter is het dan ook om te spreken over de discourstheorie van de moraal. Desondanks blijft Habermas toch nog aan het begrip discoursethiek vasthouden omdat het nu eenmaal zo ingeburgerd is.
Op deze wijze is ook het formalistisch karakter van Habermas' ethiek te begrijpen: zij spreekt zich niet uit over bepaalde deugden of waarden die bovenaan geplaatst moeten worden, maar blijft heel formeel, net als Kant met zijn categorische imperatief. In het centrum van de discoursethiek van Habermas staat het formeel principe (U), dat stelt:
(U) De gevolgen en bijverschijnselen die vermoedelijk zullen voortvloeien uit de algemene naleving van de betwiste norm moeten door alle deelnemers ongedwongen kunnen worden geaccepteerd.
Dit principe maakt het mogelijk om in het geval van een moreel conflict op een formele en abstracte wijze een onpartijdig oordeel te vellen. De discoursethiek probeert dus op deze wijze een principe aan te bieden dat de formele, dat wil zeggen los van elke inhoud, mogelijkheid creëert om over specifieke morele normen te oordelen of ze al dan niet als moreel gegrond gezien kunnen worden.
Als laatste kenmerk is er ook het universele karakter van de ethiek. In navolging van Kant stelt Habermas dat de moraal los van elke concrete culturele bepaaldheid en specifieke tijdgeest moet zijn. Hij schrijft:
Universalistisch nennen wir schließlich eine Ethik, die behauptet, daß dieses (oder ein ähnliches) Moralprinzip nicht nur die Intuition einer bestimmten Kultur oder einer bestimmten Epoche ausdrückt, sondern allgemein gilt.
De motivatie achter deze nadruk op het universele karakter is dat Habermas een manier wil ontwikkelen waarop men de normatieve geldigheid van normen kan funderen die niet enkel gebaseerd is op de westerse conceptie van moraliteit. Deze discoursethiek moet met andere woorden ook culturen kunnen overtuigen die niet, zoals het Westen, met een erfenis van de verlichting zitten. Daarmee onderscheidt universele pragmatiek zich als vorm van moreel universalisme van het moreel absolutisme.

### Het onvoltooide project van de moderniteit

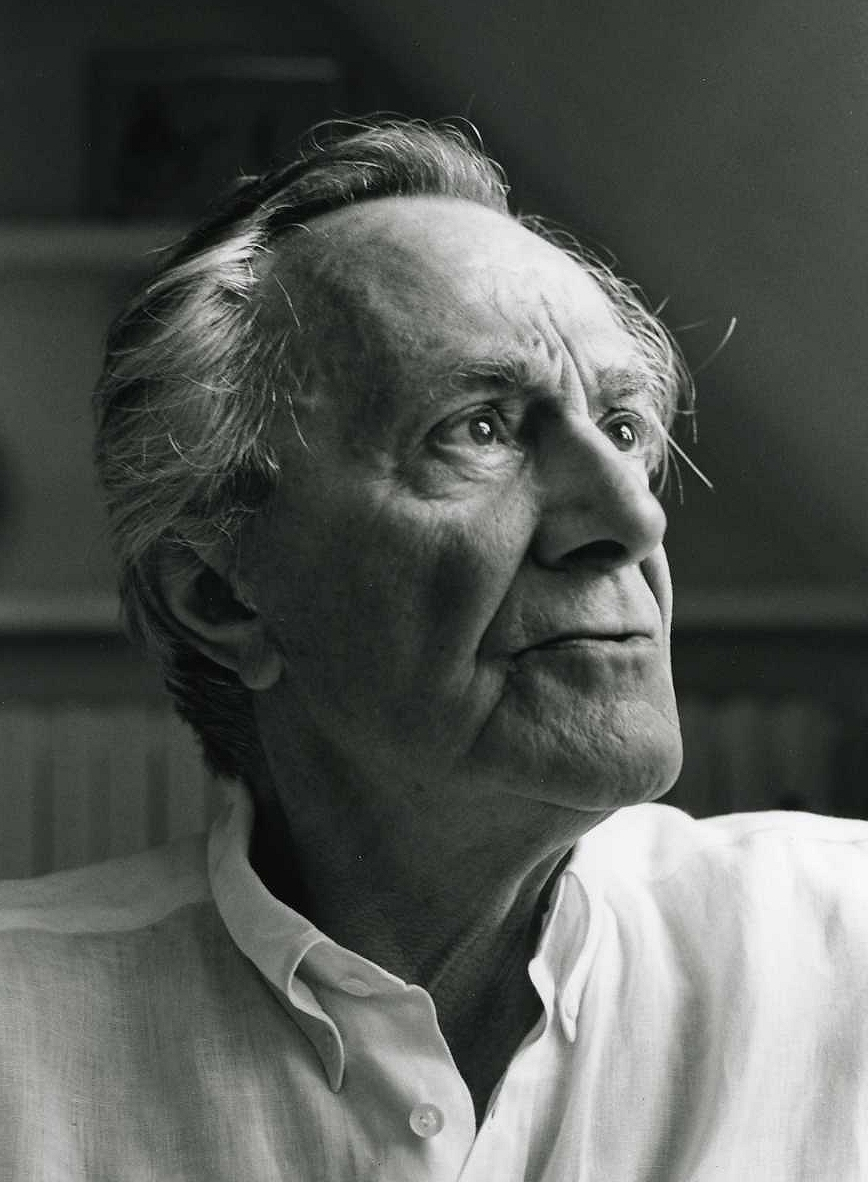
De Franse filosoof Lyotard verkondigde in zijn werk het einde van de moderniteit af en luidde het postmodernisme in – een idee waartegen Habermas in zijn werk fel ageert

Zoals ook al uit de inhoud van zijn magnum opus bleek, zet Habermas zich in zijn werk sterk af tegen de verschillende stromingen binnen de filosofie en andere disciplines, die zich sterk negatief uitlaten over de moderniteit. Habermas viseerde voornamelijk de postmoderne filosofie, zoals bijvoorbeeld bij de Franse filosoof Lyotard, die hij als neoconservatief typeerde. Hij zette zijn mening hierover vooral ook uiteen in verschillende lezingen, zoals naar aanleiding van het in ontvangst nemen van de 'Theodor-W.-Adorno-Preis in 1980 en de tussen maart 1983 en september 1984 gehouden lezingen aan het Collège de France in Parijs, de universiteit van Frankfurt en aan de Cornell-universiteit in Ithaca. Uiteindelijk zou dit gepubliceerd worden onder de naam Die Moderne – Ein unvollendetes Projekt (1990).
Samenlevingen zijn voor Habermas modern wanneer zij het traditionele wereldbeeld – vaak gefundeerd op religieuze elementen – hebben losgelaten, samen met de mogelijkheid om hierop een normatieve standaard of levenswijze te baseren en daarbij in te zien dat zijzelf als maatschappij instaan voor het scheppen van de normativiteit. Om zichzelf te rechtvaardigen en te bepalen is het dus noodzakelijk dat er een nieuw principe wordt ontwikkeld dat de verbindende taak, die vroeger door de religie werd bekleed, vervangt. Volgens Habermas had de Duitse filosoof Hegel als eerste het probleem van de zelfbepaling van de moderne maatschappij als filosofisch probleem ontdekt.
In de loop van de geschiedenis werd het echter duidelijk – met als hoogtepunt Theodor Adorno en Max Horkheimer hun Dialektik der Aufklärung – dat de rationaliteit gecentreerd op het subject een tendens tot het verabsoluteren van de doelrationaliteit in zich had. De naar zelfverwezenlijking zoekende moderniteit moet volgens deze filosofen daartoe gebracht worden dat ze deze dialectiek van de verlichting erkent. Zij moet deze steeds opkomende conflicten in de vooruitgang leren bekritiseren en kritisch te analyseren. Op deze wijze lijkt het dus met het huidige conceptuele apparaat onmogelijk om dit probleem van de moderne zelfverwezenlijking en zelfrechtvaardiging op te lossen.
Volgens Habermas speelt vooral de Duitse filosoof Friedrich Nietzsche hierin een belangrijke rol: het was Nietzsche die al vroeg het hele hegeliaanse project van de moderniteit met zijn bijtende kritiek op de rationaliteit leek te ondergraven. Het probleem is wel, volgens Habermas, dat Nietzsche in zijn werk tussen twee verschillende strategieën schommelt: enerzijds probeert hij af te zien om de filosofie en het verarmde waarheidsbegrip vanuit zuivere machtsrelaties te begrijpen via psychologische en historische methodes om zo tot een positieve wetenschap te komen. Anderzijds blijft Nietzsches denken nog wel in zijn kern filosofie, omdat Nietzsche niet wil afzien van een filosofische kritiek op de rede die, ondanks dat zij de filosofie in haar fundamenten ondergraaft, er zelf niet los van komt.
In deze nietzscheaanse traditie plaatst Habermas ook de filosofen Martin Heidegger, Jacques Derrida en Michel Foucault. De heideggeriaanse zijnsfilosofie – en haar "gramatologische" equivalent bij Derrida – blijven volgens Habermas een omgekeerd fundamentalisme, dat er niet in slaagt los te komen van de traditionele metafysica en kan dus ook geen werkelijke overwinning ervan bewerkstelligen. Ook Foucault, en zijn genealogische toepassing van Nietzsche, slaagt er, vanwege zijn historische machtstheorie, niet in om los te komen van de metafysica: macht blijft het grondprincipe van zijn filosofie.
Habermas concludeert dan ook dat het verderzetten van het hegeliaanse programma om tot een zelfbepaling van de moderniteit vanuit de rede te komen nog steeds mogelijk en zelfs wenselijk is. Doch hij stelt dat, wil dit gebeuren, het wel op een radicaal andere wijze moet gebeuren. Het moet niet vertrekken vanuit een subjectgecentreerde rede, maar daarentegen vanuit een communicatieve rede als fundament.

### Geldigheidsaanspraken: Juistheid, waarheid en waarachtigheid
Bij de voorgestelde oplossing van Habermas in zijn magnum opus, het aanwenden van de communicatieve rationaliteit, was het in zekere zin nog wat vaag en onduidelijk hoe dit concreet moest gebeuren. Later zou hij in zijn werk Faktizität und Geldung (1992) duidelijker zijn en het rechtssysteem als oplossing aanbieden. Binnen de moderne seculiere maatschappij, die zich niet meer kan funderen op religie of op een bepaalde metafysica, kan de macht haar legitimiteit enkel verkrijgen vanuit het recht. Habermas acht de publieke sfeer in staat om via wat hij hun communicatieve macht noemt invloed uit te oefenen op het politiek systeem. Het recht kan volgens Habermas zo de unieke brugfunctie tussen systeem en leefwereld innemen. Het recht bestaat immers zelf uit enerzijds een feitelijke kant: het spreekt over het feitelijke en straft de personen die deze wetten niet opvolgen. Anderzijds is het normatief, en op die wijze ook sterk ingebed in de leefwereld omdat immers alle wetten gefundeerd zijn op een zekere normatieve geldigheid die volgens Habermas dan ook het product moet zijn van een rationele discussie. Het recht kan dus via zijn normatieve aspect, dat ingebed is in de leefwereld, de grenzen van het systeem vastleggen en zo de kolonisering tegengaan. Daarbij moet het geldende positief recht het natuurrecht tot op zekere hoogte volgen omdat het zijn legitimiteit ontleent aan de in het natuurrecht verweven moraal. Het morele debat kent echter zijn eigen dynamiek en tekortkomingen die afbreuk kunnen doen aan het recht en rechtszekerheid en rechtsgelijkheid in de weg kunnen staan. Procedurele rationaliteit ziet Habermas als oplossing van de spanning hiertussen.
Verder bouwend op zijn eerder uiteengezette taalfilosofie en discoursethiek zet hij in dit werk zijn rechtsfilosofie en politieke filosofie verder uiteen. Habermas pleit voor een nieuw paradigma in het recht, die de gebreken van zowel het liberale als het republikeinse paradigma overstijgt. Het liberale paradigma legt een sterke nadruk op de rechten van het individu, het burgerlijk recht, maar verliest zo de collectiviteit uit het oog. De republikeinse variant heeft het omgekeerde probleem: hier dreigt het individu geheel opgeslorpt te worden door het collectief en ligt er een te sterke nadruk op het politiek recht. Habermas' alternatief tracht de positieve kanten van beide te combineren en hun gevaren te vermijden: hij stelt dat in feite het burgerlijk en politiek recht onderling afhankelijk zijn en dus niet zonder elkaar kunnen bestaan noch tot stand komen.

### Geloven en weten
Hoewel Habermas geplaatst kan worden in de verlichtingstraditie, ziet hij nog plaats voor religie in de maatschappij. De hedendaagse postseculiere maatschappij wordt immers gekenmerkt door pluralisme met betrekking tot geloofsopvattingen. Inzichten van Habermas hierover zijn in het Nederlands vertaald als Geloven en weten - En andere politieke essays (2009).
Habermas stelt dat godsdienst door de religieuze revival geen verdwijnend verschijnsel is en men kan stellen dat we in een postseculiere wereld leven. Een wereld zonder godsdienst kan zo als een terugval in de achterlijkheid beschouwd worden. In tegenstelling tot kardinaal Joseph Ratzinger, later paus Benedictus XVI, ontkent hij wel dat de democratische rechtsstaat een fundament nodig heeft, dat voorafgaat aan de democratie zelf onder de vorm van een goddelijke sanctie. Anderzijds stelt hij dat in de religie (zie Bergrede) morele gevoeligheden bewaard zijn gebleven, die ook krachtig verwoord worden.

## Onderscheidingen
- 1980 Theodor-W.-Adorno-Preis
- 1985 Geschwister-Scholl-Preis voor Die neue Unübersichtlichkeit
- 1986 Gottfried-Wilhelm-Leibniz-Preis
- 1987 Sonningprijs van de universiteit van Kopenhagen
- 1995 Karl-Jaspers-Preis
- 1999 Hessischer Kulturpreis, Theodor-Heuss-Preis
- 2001 Friedenspreis des Deutschen Buchhandels
- 2003 Preis Von Asturien Sozialwissenschaften
- 2004 Kyoto-Preis (ter waarde van 50 miljoen Yen)
- 2005 Holbergprijs (520.000 euro)
- 2006 Bruno-Kreisky-Preis für das politische Buch
- 2006 Staatspreis des Landes Nordrhein-Westfalen (50.000 euro)
- 2008 Europapreis für politische Kultur» geht an Jürgen Habermas
- 2011 Viktor-Frankl-Preis
- 2013 Erasmusprijs